# Народження України
Народження України — пам'ятник у вигляді тризуба зі стрічками, що пронизує яєчну шкаралупу, встановлений на високому постаменті, знаходиться у Хмельницькому. Пам'ятник встановлено поблизу торговельного центру «Ріко» на проспекті Миру. Ця скульптура зведена до річниці прийняття Конституції незалежної України і символізує відродження української нації, зростання патріотизму, об'єднання ідеєю єдиної неподільної держави та є символом зародження нової генерації українців.

## Автори
Скульптор та художник пам'ятника — Павло Вітвіцький. Автор ідеї — Роман Пісковецький.

## Ідея створення та опис
Виготовлений постамент із закарпатського піщаника. Вартість виготовлення склала 3 тис. $. По периметру скульптури розташовані чотири знаменні для України дати:
- 1187 — найдавніша згадка України в Київському літописі;
- 1918 — УНР проголошена незалежною державою;
- 1991 — здобуття незалежності;
- 2013 — Революція гідності.